# داحش (حديبو)

تعديل مصدري - تعديل

داحش إحدى قرى مديرية حديبو التابعة لمحافظة سقطرى، بلغ تعداد سكانها 11 نسمة حسب تعداد اليمن لعام 2004.

## روابط خارجية
- World Gazetteer:Yemen
- الجهاز المركزي للإحصاء بالجمهورية اليمنية
- المركز الوطني للمعلومات باليمن